# Ladies and Gentlemen: The Rolling Stones
Ladies and Gentlemen: The Rolling Stones is een registratie van een concert van The Rolling Stones, het werd uitgegeven in 1974. Het werd opgenomen tijdens hun 1972 American Tour.

## Nummers
1. Brown Sugar
2. Bitch
3. Gimme Shelter
4. Dead Flowers
5. Happy
6. Tumbling Dice
7. Love in Vain
8. Sweet Virginia
9. You Can't Always Get What You Want
10. All Down the Line
11. Midnight Rambler
12. Bye Bye Johnny
13. Rip This Joint
14. Jumpin' Jack Flash
15. Street Fighting Man

## Bezetting
- Mick Jagger - leadzang, harmonica
- Keith Richards - gitaar, zang
- Mick Taylor - gitaar
- Bill Wyman - basgitaar
- Charlie Watts - drums

- Ian Stewart - alleen als road manager, niet op het podium
- Nicky Hopkins - piano
- Bobby Keys - saxofoon
- Jim Price - hoorns